# エン・プレス
エン・プレス（Yen Press, LLC）は、アメリカ合衆国・ニューヨークに本社を置く出版社。2006年、フランスを本拠とするアシェット・リーブルの米国現地法人であるアシェット・ブック・グループの系列出版社として設立された。2016年4月にアシェットとKADOKAWAとの合弁となっている。
日本の漫画やライトノベルズ、韓国の漫画（マンファ）を英語に翻訳し、米国・カナダで発売している。日本の漫画作品は、スクウェア・エニックスからライセンス供与を受けた作品が比較的多い。

## 日本の漫画
- D線上のアリス
- バンブーブレード
- あずまんが大王
- おまもりひまり
- 黒神
- ひぐらしのなく頃に
- 風の花
- キーリ
- ラブクエ
- 涼宮ハルヒの憂鬱
- 花嫁くん
- 花ムコサン
- 隠の王
- 棺担ぎのクロ。〜懐中旅話〜
- GA 芸術科アートデザインクラス
- ソウルイーター
- スパイラル 〜推理の絆〜
- 教艦ASTRO
- すもももももも 地上最強のヨメ
- すんドめ
- ひだまりスケッチ
- スズナリ!
- オニナギ
- S線上のテナ
- 光とともに…
- よつばと!
- ZOMBIE-LOAN
- けいおん!
- テルマエ・ロマエ
- きんいろモザイク

## ライトノベルズ
- 狼と香辛料
- 涼宮ハルヒシリーズ
- “文学少女”シリーズ
- 転生したらスライムだった件
- この素晴らしい世界に祝福を!